# Gregor Bühler
Gregor Bühler (* 7. August 1983 in Wolfach) ist ein deutscher Politiker (CDU). Er ist seit 2023 Oberbürgermeister von Oberkirch. Zuvor war er von 2018 bis 2023 Bürgermeister von Sasbach.

## Leben
Bühler wuchs in Haslach im Kinzigtal auf. Nach der Mittleren Reife absolvierte er eine Ausbildung. Anschließend legte er das Abitur an der Robert-Schuman-Schule in Baden-Baden ab. Er absolvierte ein duales Studium in Steuern und Prüfungswesen. Anschließend schloss er ein nebenberufliches Studium mit dem Master of Arts in Taxation ab. Von 2007 bis 2017 war er für Unternehmen in Offenburg, Freiburg im Breisgau und München tätig.
Bühler ist römisch-katholisch, verheiratet und hat zwei Kinder.

## Politik
Bühler ist Mitglied der CDU. Am 8. Oktober 2017 wurde er mit 59,9 Prozent der Stimmen zum Bürgermeister von Sasbach gewählt. Er trat das Amt Anfang Januar 2018 an.
Am 4. Dezember 2022 wurde Bühler mit 51,9 Prozent der Stimmen zum Oberbürgermeister von Oberkirch gewählt. Er folgte Matthias Braun (CDU) nach und trat das Amt am 1. März 2023 an.